# Uramya acuminata
Uramya acuminata är en tvåvingeart som först beskrevs av Wulp 1890.  Uramya acuminata ingår i släktet Uramya och familjen parasitflugor. Inga underarter finns listade i Catalogue of Life.